# ساندرا شوماخر
ساندرا شوماخر (بالألمانية: Sandra Schumacher) مواليد 25 ديسمبر 1966 في كولونيا، ألمانيا الغربية، هي متسابقة دراجات ألمانية سابقة في صنف سباق الدراجات على الطريق. سبق أن شاركت في دورة الألعاب الأولمبية الصيفية وفازت بميدالية أولمبية. أحرزت المركز الثالث في بطولة العالم لسباق الدراجات على الطريق سنة 1985.

## الميداليات
| الميدالية | المسابقة                                    |
| --------- | ------------------------------------------- |
| برونزية   | الألعاب الأولمبية الصيفية 1984              |
| برونزية   | بطولة العالم لسباق الدراجات على الطريق 1985 |

## روابط خارجية
- ساندرا شوماخر على موقع أرشيف الدراجات (الإنجليزية)
- ساندرا شوماخر على موقع إحصائيات الدراجات الإحترافية (الإنجليزية)
- ساندرا شوماخر على موقع اللجنة الأولمبية الدولية (الإنجليزية)
- ساندرا شوماخر على موقع أوليمبيديا (الإنجليزية)